# G.O.R.A.
G.O.R.A. ist ein türkischer Science-Fiction-Film von Ömer Faruk Sorak aus dem Jahr 2004. Die parodistische Filmkomödie ist ganz auf den als Drehbuchautor und Hauptdarsteller agierenden Komiker Cem Yılmaz zugeschnitten.

## Handlung
Der Teppichhändler und UFO-Foto-Fälscher Arif wird, wie viele andere Erdbewohner, die an die Existenz der Außerirdischen glauben, von den Türkisch sprechenden Außerirdischen vom Planeten Gora entführt. Die Entführung wird vom Bösewicht Kommandant Logar geleitet. Im Laufe des Films wird der Grund für die Versklavung der Menschen erklärt: Kommandant Logars Urgroßvater, Kommandant Kubar, hatte ein traumatisierendes Erlebnis bei seinem Besuch auf der Erde: Sein Begleiter wurde von einem Bauern vergewaltigt. Der daraus resultierende Hass auf die Erde lebt in Logar fort.
In der Gefangenschaft auf Gora freundet sich Arif mit dem Funktionshäftling Bob Marley Faruk und später mit dem Androiden 216 an. Arif unternimmt einige Fluchtversuche, welche aber fehlschlagen. Alles ändert sich, als ein Meteorit Gora bedroht. Dieser Meteorit kann mit den heiligen Steinen aufgehalten werden, jedoch schlägt Logar eine Alternative vor, nachdem er heimlich die Bedienungsanleitung der heiligen Steine verbrannt hat. Für die Rettung von Gora mit einer speziellen Waffe verlangt er die Hand der Prinzessin Ceku, wobei sein Interesse an dieser Heirat vor allem machtpolitische Gründe hat. Sein Vorschlag wird akzeptiert, aber die Waffe funktioniert nicht. Arif aber gelingt es, die heiligen Steine mit den vier Elementen zu aktivieren und den Meteoriten zu zerstören, indem er Ceku in der Mitte der vier Steine küsst, was er, wie er angibt, bereits in dem Kinofilm Das fünfte Element gesehen habe. Logar bezichtigt Arif der Täuschung und erreicht dessen erneute Gefangennahme.
Der Vater von Ceku, der Befehlshaber Tocha, verweigert Logar Cekus Hand, da er nicht derjenige sei, der den Planeten gerettet hat. Logar droht ihm Fotos publik zu machen, die enthüllen sollen, dass Befehlshaber Tocha homosexuell sei. Tocha hat Angst, dass diese Fotos veröffentlicht werden, und gibt ihm einen Termin für die Hochzeit.
Ceku, die Logar hasst, so wie es Arif tut, versucht, letzteren zu retten und einen Ausweg zu finden, nachdem sie von ihrer Mutter erfährt, dass ihr Vater nicht der Befehlshaber Tocha ist. Für die Rettung erhält Arif eine Schlüsselkarte zugesteckt, die alle Türen des Gefängnisses öffnet. Gemeinsam mit Ceku, Bob Marley Faruk und 216 flieht er in das Niemandsland außerhalb der geschützten Stadt. Logar verfolgt die vier, kann schließlich Ceku in seine Gewalt bringen und glaubt die anderen getötet zu haben. Arif und seine Gefährten begegnen endlich Garavel, der Arif zuvor bereits immer wieder als Vision erschienen ist. Er trainiert Arif in verschiedenen Kampfkünsten und erzählt die Wahrheit über die Prinzessin: Ihr Vater war (wie er selbst) ein türkischer Kampfflieger und hatte vor, mit seiner Geliebten und der gemeinsamen Tochter auf die Erde zu fliehen. Dafür hatte er auch ein Raumschiff gebaut, aber vor seiner Flucht war er gestorben. So soll Arif jetzt mit Ceku von Gora fliehen.
Die drei kehren in die Stadt zurück, um Ceku aus der Gewalt Logars zu befreien. Bei seinem Eindringen durch die Belüftungsschächte kann Arif Kommandant Logar zusammen mit seinem Adjudanten und einem dritten Mann in einer sehr eindeutigen Situation beobachten. Die Videoaufnahmen dieser Menage à Trois enthalten auch Logars Aussage, dass er für den Meteoriten verantwortlich sei und den Befehlshaber mit gefälschten Fotos betrogen habe. Arif stürmt darauf die Hochzeitsfeier zwischen Ceku und Logar. Dank seiner Fähigkeiten kann er die eingreifenden Wächter besiegen und sogar den Strahlenschüssen Logars ausweichen. Die kompromittierende Aufnahme wird vorgeführt, und Logar wird aus seinem Dienst entlassen. Arif und Ceku heiraten und kehren gemeinsam auf die Erde zurück.

## Kritiken
„Erfrischend freche türkische Science-Fiction-Persiflage, die Ikonen des Genres, vor allem die ‚Matrix‘-Trilogie, aufs Korn nimmt. Dabei geht es nicht ohne diverse Zoten und Schwulenwitze ab, doch besitzt der Film eine Unbeschwertheit, die ihm einigen Charme verleiht.“

## Hintergrund
Der Film startete am 18. November 2004 in den deutschen Kinos.
G.O.R.A. ist nicht der erste türkische Science-Fiction Film, doch mit 5 Millionen Euro Produktionskosten einer der teuersten türkischen Filme aller Zeiten. G.O.R.A. ist eine Parodie auf Science-Fiction-Filme wie Star Wars, Matrix und Das fünfte Element mit deutlichen Bezügen zur türkischen Kultur und Alltagswelt. Cem Yılmaz übernahm in diesem Film vier Rollen: die Hauptfigur „Arif“, den Antihelden „Kommandant Logar“ und in Rückblenden dessen Urgroßvater „Kommandant (Komutan) Kubar“ und den Filmproduzenten „Erşan Kuneri“.
Bemerkenswert und neu an diesem Film ist, dass er als aufwändig produzierter, auf ein internationales Publikum zugeschnittener türkischer Film ausschließlich in seiner Originalsprache in den deutschen Kinos lief und dennoch bis auf Platz 8 der Kinocharts gelangte. Der Film entstand 2004 in den Antalya Film Studios in der Türkei. Der Film hatte in der Türkei mehr als 4 Millionen Besucher und ist damit der kommerziell erfolgreichste nach Tal der Wölfe – Irak.

## Fortsetzungen
2008 wurde die Handlung unter dem Titel A.R.O.G. fortgesetzt. In diesem Film wird Arif von Logar in die Vergangenheit versetzt, während Logar dessen Platz einnimmt. Eine weitere Fortsetzung mit dem Titel Arif V 216 folgte 2018. Hier dreht sich die Handlung um den bereits bekannten Androiden 216, welcher Arif auf der Erde besucht. 